# Janusz Surmiński

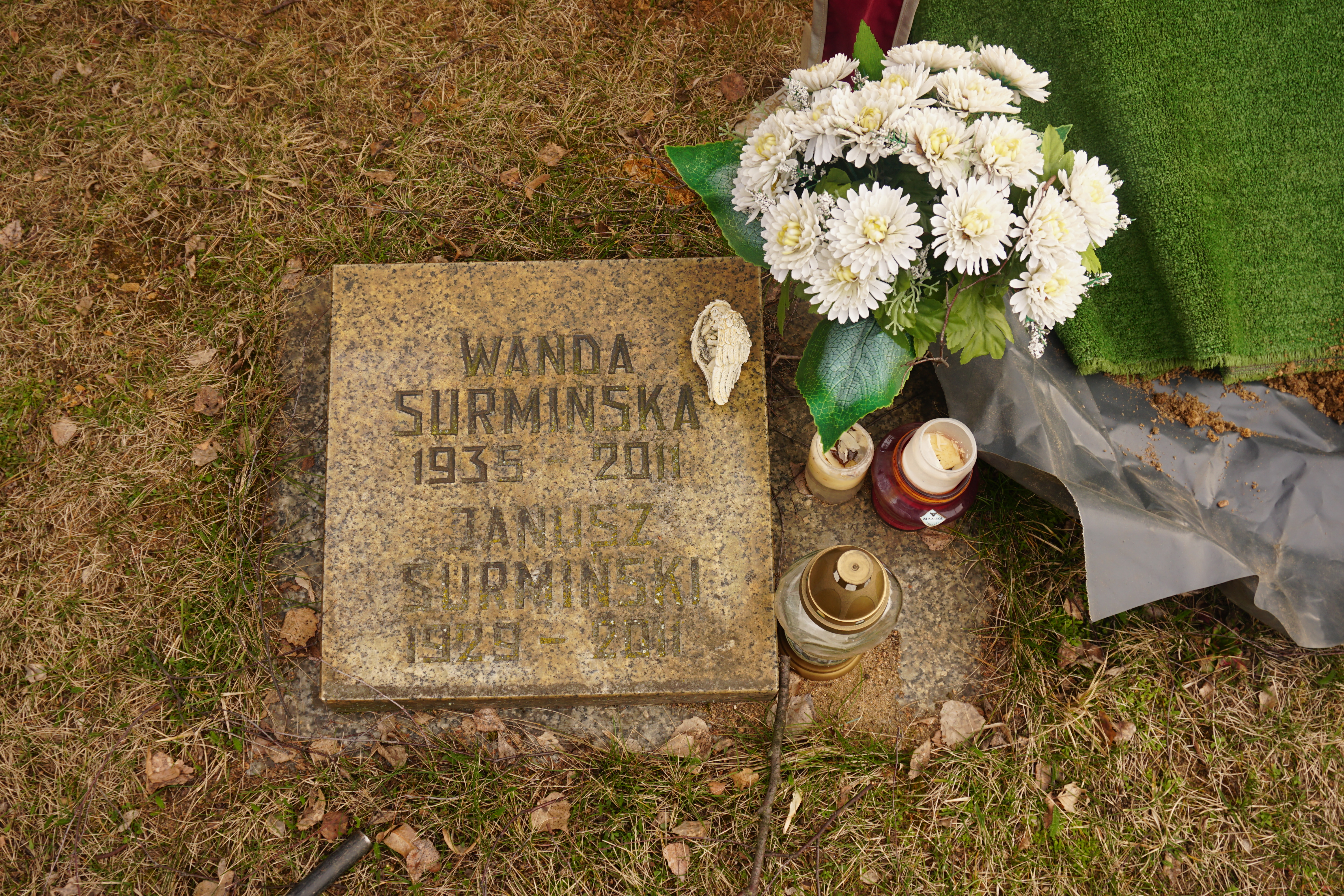
Grób prof. Janusza Surmińskiego na Cmentarzu Junikowskim

Janusz Surmiński (ur. 22 kwietnia 1929 we Lwowie, zm. 5 maja 2011 w Poznaniu) – polski chemik i technolog drewna, profesor Uniwersytetu Przyrodniczego w Poznaniu.

## Życiorys
Syn Tadeusza inżyniera leśnictwa, wykładowcy na Politechnice Lwowskiej i Zofii Wyspiańskiej nauczycielki gry na pianinie.
Uczęszczał do szkół powszechnych w Posuchach i Nisku. Gimnazjum (po tajnych kompletach) ukończył w Nisku w 1945. Liceum w Zielonej Górze (1946-1949). Od 1949 studia na Wydziale Leśnym Uniwersytetu Poznańskiego. Od 1952 na Wyższej Szkole Rolniczej w Poznaniu. Praca magisterska w 1953 (Skład chemiczny kory niektórych drzew krajowych) pod kierunkiem prof. Stanisława Prosińskiego. Doktor nauk technicznych od 1963 (praca: Skład chemiczny tkanek patologicznych drzewnych narośli rakowatych). Promotorem był również Stanisław Prosiński. Habilitacja w 1971 za rozprawę: Badania nad rozdziałem frakcyjnym niektórych składników chemicznych kory sosny zwyczajnej. W 1972 uzyskał tytuł docenta Instytutu Chemicznej Technologii Drewna w Poznaniu. W 1981 został kierownikiem Zakładu Chemii Drewna. Od 1984 do 1991 wicedyrektor Instytutu Chemicznej Technologii Drewna. W 1989 uzyskał tytuł profesora nadzwyczajnego.
Napisał ponad sto publikacji z zakresu chemii drewna. Autor siedmiu skryptów naukowych, w tym trzech monograficznych. Współautor adaptacji drugiego wydania podręcznika Stanisława Prosińskiego Chemia drewna. Współautor wydawanej przez PAN serii Nasze drzewa leśne (21 tomów). Stały współpracownik Instytutu Dendrologii PAN w Kórniku, Instytutu Archeologii i Etnologii PAN w Wolinie, a także Ośrodka Kultury Leśnej w Gołuchowie. Uczestnik licznych sympozjów krajowych i zagranicznych, m.in. w 1993 brał czynny udział w Pierwszym Międzynarodowym Sympozjum Smoły i Dziegciu w Biskupinie. Promotor około 50 prac magisterskich (recenzent około stu) oraz jednej doktorskiej. Członek PTPN od 1965, tj. od powstania Komisji Technologii Drewna (w latach 1981-2000 przewodniczący tej Komisji). Przewodniczący komitetu redakcyjnego Prac Komisji Technologii Drewna PTPN. Odznaczony Złotym Krzyżem Zasługi (1972), Krzyżem Kawalerskim Orderu Odrodzenia Polski (1982). Od 1999 na emeryturze. Pochowany na Cmentarzu Junikowskim (pole 5-6-40-10). Miał żonę - Wandę i syna - Piotra.